# Laura Efrikian
Laura Ephrikian, nota come Laura Efrikian (in armeno Լաուրա Էֆրիկյան?; Treviso, 14 giugno 1940), è un'attrice e annunciatrice televisiva italiana.

## Biografia

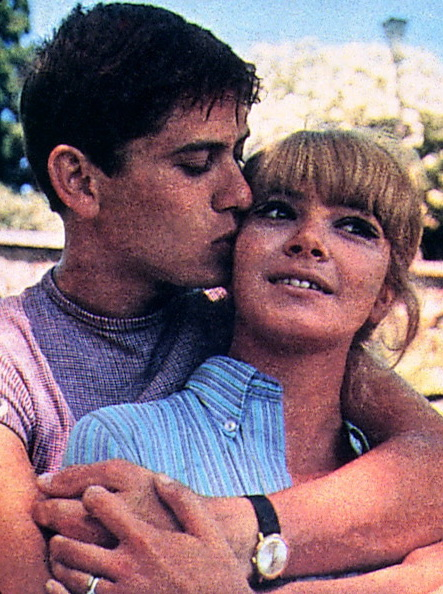
Laura Efrikian con Gianni Morandi (1966)

E' stata la primogenita di Angelo Ephrikian, trevigiano, e Bruna Grossi, milanese: il padre, figlio di un profugo armeno giunto a Venezia nel 1884, fu violinista, direttore d'orchestra e compositore. 
Interrotto il liceo classico nella città natale, ha studiato recitazione presso il Piccolo Teatro di Milano con la direzione di Giorgio Strehler, iniziando la carriera come annunciatrice alla Rai dalla sede di Milano.
Nel 1961 partecipò a Canzonissima e nel 1962 presentò con Renato Tagliani e Vicky Ludovisi il Festival di Sanremo. In teatro ha interpretato I due gentiluomini di Verona, Il mercante di Venezia, La tempesta, Piccolo caffè, ecc. Ha girato pochi film (molti dei quali sono musicarelli in cui era protagonista il marito); per il suo primo film, Ercole alla conquista di Atlantide di Vittorio Cottafavi, del 1961, usò lo pseudonimo "Laura Altan".
Ha preso parte a due importanti sceneggiati televisivi, quali La cittadella e David Copperfield, entrambi sotto la direzione di Anton Giulio Majano, e a molte commedie importanti prodotte dalla Rai, come ad esempio Le piccole volpi o Rossella. Nel 1969 ha condotto la rubrica per i militari di leva, Speciale TVM.
Negli anni duemila è apparsa nel ruolo di Medea, la mamma di Luca Laurenti nella serie Don Luca, nella soap opera Ricominciare (2000) per la regia di Marcantonio Graffeo e Vincenzo Verdecchi e nel telefilm Il morso del serpente (2001) con la regia di Luigi Parisi. Il 16 dicembre 2008, nel corso di una serata di beneficenza presso il teatro San Carluccio di Napoli, ha ricevuto un premio alla carriera conferito dall'Ente Premio Le Donne e il Teatro.

### Vita privata
Il 13 luglio 1966 ha sposato Gianni Morandi con cui ha avuto i figli Serena (prematura, vissuta 9 ore), Marianna e Marco che l'hanno resa nonna di cinque nipoti (due di Marianna avuti con Biagio Antonacci e tre di Marco). Nel 1979 il matrimonio con Morandi finisce.
Si professa cattolica.

## Filmografia

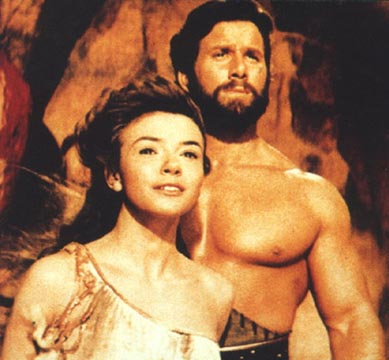
Laura Efrikian e Reg Park in Ercole alla conquista di Atlantide (1961)

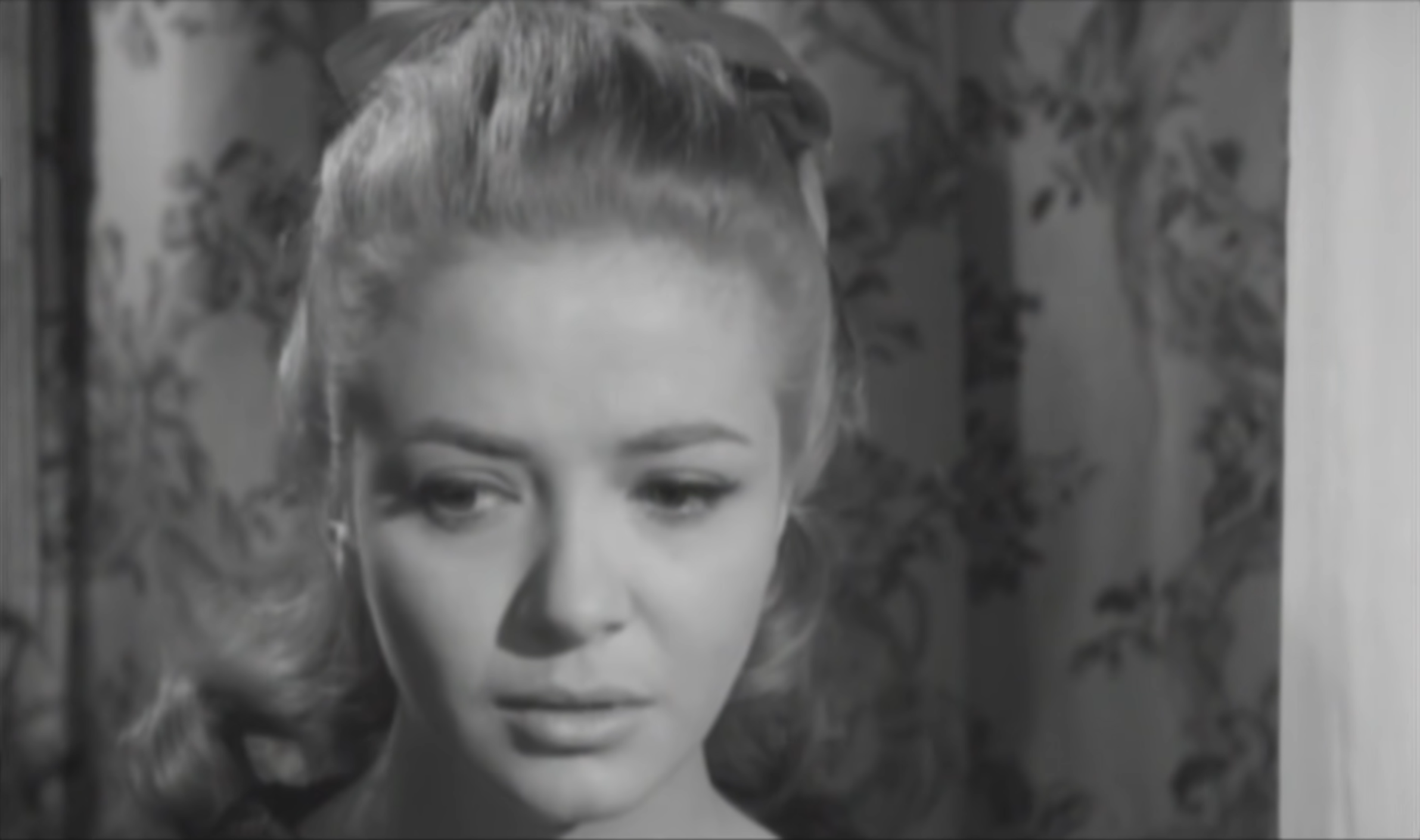
Laura Efrikian in Non son degno di te (1965)

- Ercole alla conquista di Atlantide, regia di Vittorio Cottafavi (1961)
- Twist, lolite e vitelloni, regia di Marino Girolami (1962)
- Il delitto non paga, regia di Gérard Oury (1962)
- In ginocchio da te, regia di Ettore Maria Fizzarotti (1964)
- La suora giovane, regia di Bruno Paolinelli (1964)
- Una lacrima sul viso, regia di Ettore Maria Fizzarotti (1964)
- Non son degno di te, regia di Ettore Maria Fizzarotti (1965)
- Se non avessi più te, regia di Ettore Maria Fizzarotti (1965)
- Nessuno mi può giudicare, regia di Ettore Maria Fizzarotti (1966)
- Perdono, regia di Ettore Maria Fizzarotti (1966)
- Rita la zanzara, regia di Lina Wertmüller (1966)
- Chimera, regia di Ettore Maria Fizzarotti (1968)
- Marea di settembre (1968)
- La tragedia di Hopewell (1969)
- Società a responsabilità molto limitata, regia di Paolo Bianchini (1973)
- Oltre la quarta dimensione (1996)
- Il morso del serpente, regia di Luigi Parisi - film TV (1999)
- Vento di primavera - Innamorarsi a Monopoli, regia di Franco Salvia (2000)
- La masseria delle allodole, regia di Paolo e Vittorio Taviani (2007)
- Cose dell'altro mondo, regia di Francesco Patierno (2011)
- Tra le onde, nel cielo, regia di Francesco Zarzana (2016)
- C'è tempo, regia di Walter Veltroni (2019)

## Televisione
- Miriana Pineda, commedia con Giuseppe Pagliarini, Angela Cavo, Aldo Giuffré, Mercedes Brignone, Laura Efrikian, Elena Zareschi, Carlo Ninchi, Esperia Sperani, regia di Alessandro Brissoni, trasmessa il 13 maggio - 1960.
- Una bella domenica di settembre, con Orazio Orlando, Enrico Luzi, Roldano Lupi, Laura Efrikian, Fabrizio Capucci, Anna Miserocchi, regia di Giacomo Vaccari, trasmessa il 4 maggio 1962.
- Il viaggio del signor Perrichon, di Eugène Labichee Edmond Martin, con Massimo De Francovich, Franco Sportelli, Vittorio Congia, Laura Efrikian, Ave Ninchi, Giustino Durano, Gianrico Tedeschi, regia di Alessandro Brissoni, trasmessa il 21 gennaio 1963.
- Il piccolo caffè, commedia di Tristan Bernard, con Giancarlo Sbragia, Rita Forzano, Vittorio Congia, Linda Sini, Lia Zoppelli, Loris Gizzi, Attilio Duse, Quinto Parmeggiani, Giuliana Calandra, Gisella Sofio, Luigi Pavese, Laura Efrikian, regia di Vittorio Cottafavi, trasmessa il 11 febbraio 1963.
- L'ospite sconosciuto, di Charles Vildrac, con Laura Efrikian, Luigi Pavese, Valentina Fortunato, Paolo Modugno, Gastone Moschin, Italia Marchesini, regia di Alessandro Brissoni, trasmessa il 31 maggio 1963.
- Marea di settembre, commedia con Laura Efrikian, Enzo Tarascio, Gabriele Antonini, Enrico Dezan, Diana Torrieri, regia di Alessandro Brissoni, trasmessa il 1º novembre 1963.
- Vacanze di Natale, originale televisivo di Vladimiro Cajoli, regia di Italo Alfaro, trasmesso 30 dicembre 1963
- Rosella, sceneggiato in 4 puntate da L.M. Alcott, regia di Lelio Golletti, trasmesso gennaio 1964
- La cittadella di Archibald Joseph Cronin, regia di Anton Giulio Majano, trasmessa nel 1964.
- David Copperfield di Charles Dickens, regia di Anton Giulio Majano con Giancarlo Giannini, Laura Efrikian, Anna Maria Guarnieri, Ubaldo Lay, Wanda Capodaglio, Carlo Romano, Roberto Chevalier; musica di Riz Ortolani - 1965.
- Le piccole volpi, regia di Vittorio Cottafavi, con Mario Feliciani, Laura Efrikian, Lida Ferro, Dorothy Fisher, Giancarlo Sbragia, Enzo Cerusico, Roldano Lupi, Diana Torrieri - trasmessa il 12.11.1965.

## Prosa radiofonica RAI
- Picnic, commedia in tre atti di William Inge, Programma nazionale, trasmessa il 4 maggio 1965.